# Walenie
Walenie (Cetacea) – podrząd ssaków (w kladystyce to klad w obrębie parzystokopytnych) z rzędu parzystokopytnych (Artiodactyla). Występują one głównie w oceanach. Wyjątkiem są delfiny słodkowodne, zamieszkujące rzeki, oraz nieliczne gatunki żyjące na styku tych dwóch środowisk (estuaria).
Rząd waleni skupia około 80 gatunków dużych zwierząt, takich jak delfin, morświn, kaszalot, płetwal błękitny. Ich podobieństwo do ryb ma charakter konwergencji.

## Anatomia
Wygląd i anatomia waleni podporządkowane są ściśle warunkom środowiska, w którym żyją. Na przykład uszy i genitalia samców ukryte są wewnątrz ciała, co zmniejsza opór wody w trakcie przemieszczania się zwierzęcia. Gruba warstwa tłuszczu nie tylko stanowi zapas energetyczny, ale przede wszystkim chroni przed nadmiernym oziębieniem organizmu. Otwory nosowe znajdują się na czubku głowy, co umożliwia oddychanie z zanurzonym ciałem. Walenie pływają za pomocą płetwy ogonowej, ustawionej poziomo (w przeciwieństwie do ryb). Płetwy piersiowe pomagają w sterowaniu. Odpowiadają one przednim kończynom ssaków lądowych. Tylne kończyny są całkowicie zredukowane, jedyną pozostałością są drobne kości wewnątrz ciała. Dodatkowo większość gatunków posiada płetwę grzbietową.

## Oddychanie
W głębi oceanu panują bardzo wysokie ciśnienia. Przed zanurzeniem wieloryby nabierają w płuca dużo powietrza. W głębinach zostaje ono zmiażdżone do ułamka poprzedniej objętości, zgniatane są też płuca i otaczające tkanki. Żeby odkształcenie płuc jak najmniej wpływało na kształt innych narządów, pojemność płuc wielorybów jest, w przeliczeniu na jednostkę masy ciała, dwukrotnie mniejsza niż u jakiegokolwiek ssaka lądowego. Mimo to fiszbinowce wytrzymują pod wodą do 40 minut, a kaszalot nawet ponad dwie godziny. Jest to możliwe, ponieważ pojemność jednego wdechu wieloryba stanowi 90% całkowitej pojemności płuc. Ponadto gromadzą one tylko niewielką część tlenu w płucach (9%). Reszta przechowywana jest we krwi (41%) oraz w mioglobinie w mięśniach (50%).

## Rozmnażanie
Walenie rodzą zawsze jedno młode. Czas ssania jest przeważnie długi (u wielu gatunków ponad rok), sprzyjając powstawaniu mocnych więzi matki z potomstwem. Większość waleni osiąga dojrzałość płciową późno, zwykle po siedmiu do dziesięciu latach. Ta strategia rozrodcza polega na płodzeniu nielicznego potomstwa, gwarantując mu wysokie szanse przeżycia.
Narządy płciowe podczas pływania spoczywają wciągnięte do wnęk wewnątrz ciała, co obniża opór. Większość waleni nie zawiera trwałych związków podczas parzenia się, natomiast samice wielu gatunków mają kilku partnerów w ciągu pory rozrodczej. Poród odbywa się ogonem naprzód, czyli sposobem o najniższym niebezpieczeństwie utonięcia noworodka. Matki karmią młode, wtryskując im mleko o wysokiej zawartości tłuszczu do pyska.

## Ewolucja
Przystosowanie waleni do życia w wodzie ma charakter wtórny. Ich „powrót” do wody nastąpił prawdopodobnie w eocenie. Między 55 i 34 mln lat temu pojawiły się pierwsze prawalenie. Wprawdzie rodowód waleni nie jest oczywisty, jednak przypuszcza się, że wywodzą się one od drapieżnych parzystokopytnych.

## Echolokacja
Walenie orientują się w środowisku między innymi za pomocą echolokacji. Wydawane przez nie ostre trzeszczące dźwięki odbijają się od przeszkód i wracają w postaci echa, po czym są „przyjmowane” przez dolną szczękę i opracowywane w mózgu. Przypuszcza się, że tłuszcz w głowie zębowców, w tworze zwanym melonem, odgrywa rolę urządzenia kondensującego wydawane dźwięki w wąską wiązkę (zobacz echolokacja waleni).

## Systematyka
W obrębie podrzędu wyróżnia się dwa współczesne infrarzędy:
- Mysticeti Flower, 1864 – fiszbinowce – charakteryzują się fiszbinem, czyli rogowymi płytami w górnej szczęce, służącymi do filtrowania planktonu z wody. Do nich należą największe gatunki żyjących zwierząt;
- Odontoceti Flower, 1867 – zębowce – posiadają zęby i odżywiają się rybami lub głowonogami. Wyróżniają się zdolnością postrzegania otoczenia przez echolokację;

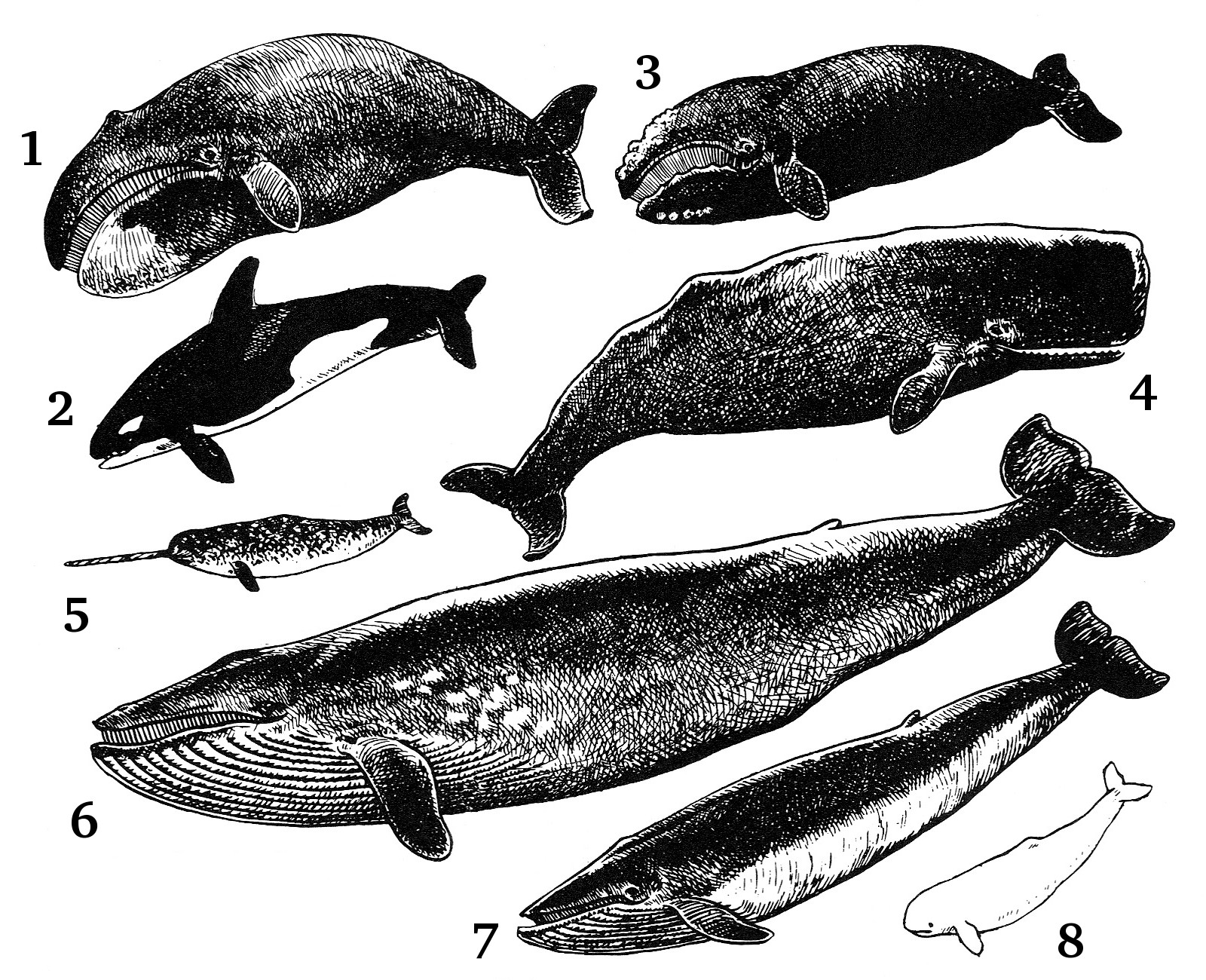
1. Wieloryb grenlandzki 2. Orka 3. Wieloryb biskajski 4. Kaszalot 5. Narwal 6. Płetwal błękitny 7. Sejwal 8. Białucha. Wszystkie walenie zostały przedstawione proporcjonalnie do swojej wielkości.

Opisano również taksony wymarłe:
- Archaeoceti Flower, 1883 – wymarłe prawalenie
- Autoceta Haeckel, 1866

### Tradycyjna systematyka
Tradycyjna systematyka ssaków wyróżnia w grupie kopytnych jako odrębny rząd walenie, dzielony na podrzędy fiszbinowców i zębowców. Jako trzeci podrząd wymieniane są prawalenie, wymarłe formy nietworzące kladu. Do fiszbinowców zaliczano rodziny walowatych, płetwalowatych, pływaczowatych i walenikowatych, do zębowców natomiast delfinowate, narwalowate, morświnowate, kogiowate, kaszalotowate, suzowate, iniowate i zyfiowate. Prawalenie obejmują Pakicetidae, Ambulocetidae, Remingtonocetidae, Protocetidae i bazylozaury.
Odrębny od waleni rząd stanowią wedle tego ujęcia parzystokopytne. Również dzieli się je na podrzędy. Pierwszy z nich to świniokształtne, do których zaliczają się świniowate, pekariowate i hipopotamowate. Następny podrząd wielbłądokształtnych tworzy rodzina wielbłądowatych. Trzeci podrząd to przeżuwacze. Zaliczają się do nich kanczylowate, piżmowcowate, jeleniowate, widłorogowate, żyrafowate, wołowate, ponadto zaś rodziny wymarłe.

### Ujęcie kladystyczne i miejsce na drzewie rodowym ssaków
Do zmiany podejścia do systematyki waleni doprowadziły poszukiwania ich przodków. Walenie są ssakami. W związku z tym ich przodków poszukiwać zaczęto wśród ssaków lądowych. Zwierzęta te wtórnie wróciły do środowiska morskiego i wykształciły przystosowania typowe dla zwierząt wodnych, służące przeżyciu w tym środowisku. Zjawisko takie nazywa się konwergencją. Jak inne rodzaje homoplazji utrudnia ono rozwikłanie rzeczywistych pokrewieństw – walenie trzeba bowiem klasyfikować ze zwierzętami rzeczywiście z nimi spokrewnionymi, a nie z tymi, do których wtórnie się upodobniły. Rzeczywiste pokrewieństwo oddawać powinno drzewo filogenetyczne posiadające najmniej założeń. Powstały różne hipotezy szukające lądowych przodków waleni w różnorakich grupach lądowych ssaków. Jako pierwszy Charles Darwin zaproponował za przodków waleni ssaki podobne do niedźwiedzi, co nie spotkało się z uznaniem uczonych. Inny pogląd proponował Mesonychia. Chodzi o grupę ssaków żyjących w paleocenie i eocenie, zaliczanych niekiedy do prakopytnych (choć istnieją ujęcia włączające je do parzystokopytnych). Pojawiały się jednak dane paleontologiczne, morfologiczne, embriologiczne i molekularne wskazujące na podobieństwo waleni i parzystokopytnych. Postulowano, że walenie i parzystokopytne są grupami siostrzanymi, a nawet że walenie mogą pochodzić od jakichś parzystokopytnych. W 1994 Graur i Higgins opublikowali wyniki badań genetycznych, podczas których przebadali 5 sekwencji mtDNA i 11 sekwencji DNA jądrowego, kodującego białka kilku gatunków waleni (płetwal zwyczajny, płetwal karłowaty, płetwal czerniakowy, pływacz szary, morświn zwyczajny, kaszalot spermacetowy, butlonos zwyczajny), porównując je z sekwencjami innych ssaków. Odkryto, że sekwencje waleni i bydła domowego różnią się od siebie znacznie mniej, niż któregokolwiek z nich i świni domowej. Z kolei praca Irwina i Árnasona wydana w tym samym roku, bazująca na sekwencjonowaniu genu cytochromu b, wskazała na hipopotamowate jako najbliższych krewnych waleni. O 2 lata późniejsza publikacja Gatesy’ego i współpracowników, którzy zbadali z kolei kazeinę, jedno z białek mleka, doprowadziła do podobnych wniosków. Kolejne badania potwierdzały bliskie pokrewieństwo waleni i hipopotamów, na przykład badania mtDNA kaszalota opisane przez Arnasona et al.
Badania te wskazywały na bliskie pokrewieństwo waleni i hipopotamowatych, tworzących grupy siostrzane. Oznaczało to, że parzystokopytne w tradycyjnym rozumieniu, nieobejmujące waleni, byłyby wobec tego taksonem parafiletycznym, nie obejmującym wszystkich gatunków o wspólnym pochodzeniu. Z pracy Arnasona i współpracowników wyłonił się następujący kladogram:
|  | kot domowy, szarytka morska |
|  |                             |
|  | nosorożec biały, koń        |
|  |                             |

|  | bydło domowe, owca domowa                                                                    |
|  |                                                                                              |
|  | \| \| hipopotam nilowy \| \| \| \| \| \| kaszalot spermacetowy, płetwal błękitny \| \| \| \| |
|  |                                                                                              |
|  | hipopotam nilowy                                                                             |
|  |                                                                                              |
|  | kaszalot spermacetowy, płetwal błękitny                                                      |
|  |                                                                                              |

|  | hipopotam nilowy                        |
|  |                                         |
|  | kaszalot spermacetowy, płetwal błękitny |
|  |                                         |

|  | bydło domowe, owca domowa                                                                    |
|  |                                                                                              |
|  | \| \| hipopotam nilowy \| \| \| \| \| \| kaszalot spermacetowy, płetwal błękitny \| \| \| \| |
|  |                                                                                              |
|  | hipopotam nilowy                                                                             |
|  |                                                                                              |
|  | kaszalot spermacetowy, płetwal błękitny                                                      |
|  |                                                                                              |

|  | hipopotam nilowy                        |
|  |                                         |
|  | kaszalot spermacetowy, płetwal błękitny |
|  |                                         |

Nowo odkryte pokrewieństwa zaczęto odzwierciedlać w nazewnictwie. W 1999 ukazała się praca Waddela, Okady i Hasegawy, wprowadzająca nowe nazwy. Poglądy badaczy wraz z nowo nazwanymi przez nich kladami prezentuje następujący kladogram:
|              | Ruminantia                                                 |
|              |                                                            |
| Whippomorpha | \| \| Cetacea \| \| \| \| \| \| Hippopotamidae \| \| \| \| |
|              | \| \| Cetacea \| \| \| \| \| \| Hippopotamidae \| \| \| \| |
|              | Cetacea                                                    |
|              |                                                            |
|              | Hippopotamidae                                             |
|              |                                                            |

|  | Cetacea        |
|  |                |
|  | Hippopotamidae |
|  |                |

|              | Ruminantia                                                 |
|              |                                                            |
| Whippomorpha | \| \| Cetacea \| \| \| \| \| \| Hippopotamidae \| \| \| \| |
|              | \| \| Cetacea \| \| \| \| \| \| Hippopotamidae \| \| \| \| |
|              | Cetacea                                                    |
|              |                                                            |
|              | Hippopotamidae                                             |
|              |                                                            |

|  | Cetacea        |
|  |                |
|  | Hippopotamidae |
|  |                |

Klad tworzony przez walenie i hipopotamowate (lazurowy), o definicji Cetacea + Hippopotamidae, określono nazwą Whippomorpha. Klad powstały z połączenia tychże Whippomorpha i przeżuwaczy (Ruminantia) nazwano Cetruminantia (zielony). Klad tworzony przez rzeczone Cetruminantia i świniowate, nieuznawany przez część późniejszych autorów, ochrzczono z kolei mianem Artiofabula (żółty). Wszystkie 3 zdefiniowane w ten sposób nowe klady stanowią grupy koronne. Później Spaulding i współpracownicy rzeczonym 2 kladom typu node przypisali odpowiednie klady typu stem. Wedle ich ujęcie walenie należą kolejno do:
- Cetaceamorpha
- Cetancodonta (synonim Whippomorpha)
- Cetancodontamorpha
- Cetruminantia
- Cetruminantiamorpha
- parzystokopytnych

## Walenie a człowiek

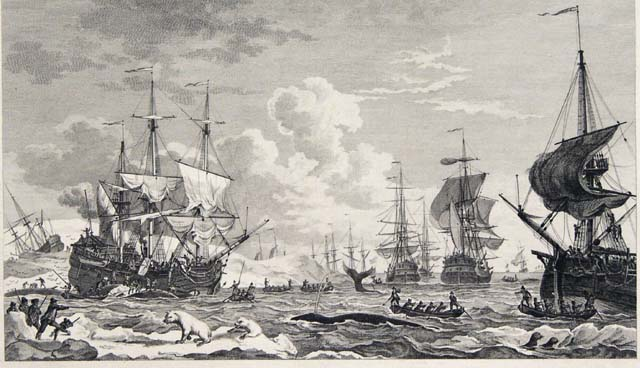
Połów wielorybów na Morzu Arktycznym – grafika z 1792 r.

Większość gatunków dużych waleni jest zagrożona. Przez stulecia wielorybnicy polowali na nie dla zdobycia oleju, mięsa, fiszbinu oraz ambry – substancji z jelit kaszalota. Do połowy XX wieku wielorybnictwo doprowadziło wiele populacji niemal do wyginięcia. Od 1985 r. międzynarodowe umowy zabraniają zabijania waleni dla celów komercyjnych. Obecnie wielorybnictwo regulowane kwotami dozwolone jest według tubylczych tradycji dla grup etnicznych, m.in. w subarktycznych regionach Ameryki i Syberii. Nowoczesne wielorybnictwo jest podtrzymywane w niektórych krajach (m.in. Japonia, Norwegia, Islandia) – oficjalnie dla celów naukowych.
Dla mniejszych waleni największe zagrożenie stanowią sieci rybackie. Szczególnie podczas połowu tuńczyków w Oceanie Spokojnym corocznie giną tysiące delfinów. W wielu krajach trwają polowania na małe walenie, aby uzyskać pożywienie, olej albo mięso na przynęty. Najbardziej zagrożone są jednak delfiny słodkowodne przez użytkowanie zamieszkanych przez nie rzek.
Wielką atrakcję stanowi dla oceanariów i ogrodów zoologicznych trzymanie małych waleni, najczęściej delfinów. Ze względu na zdolność do uczenia się są one używane także przez U.S. Navy do wykrywania min morskich.